# Radnički pokreti
Radničke pokrete možemo definirati kao politička i socijalna strujanja i borbe za oslobođenje radničke klase od kapitalističke eksploatacije, za svrgavanje buržoaskog društvenog poretka i za stvaranje novog, pravednijeg, socijalističkog, u nekim zemljama i komunističkog društva. Dijelimo ih na nekoliko razdoblja.

### Prvo razdoblje radničkih pokreta
Za tzv. prvo razdoblje radničkih pokreta, koje traje od kraja 18. stoljeća pa do 1864. – osnutka Prve internacionale, karakteristične su spontane pobune, koje prvenstveno teže za poboljšanjem životnog standarda radnika, za boljim uvjetima rada, skraćivanjem radnog vremena... Radnici su radili i do 15 sati na dan, nisu imali pravo na bolovanje i odmor, a čest je bio i rad djece. Tijekom prvog razdoblja radničkih pokreta dogodilo se par većih radničkih pokreta:
a)	ludistički pokret – Engleska, ime po vođi Nedu Luddu. Luditi su strojeve smatrali krivcima za masovnu nezaposlenost koja je nastajala za vrijeme i nakon prve industrijske revolucije, Masovno su se borili protiv kapitalističkih poduzetnika tako da su od 1811. do 1816. uništavali strojeve, rušili tvorničke zgrade i podmetali požare u skladištima. 1812. donesen je zakon protiv ludita kojima se njihova djela kažnjavaju smrću, tako da su u idućih nekoliko godina pogubljene čitave grupe radnika. S vremenom je radnička klasa shvatila da uzrok njenog bijednog položaja nije u strojevima, već u njihovoj kapitalističkoj primjeni, pa stoga svoju aktivnost usmjeruju u pravcu borbe protiv kapitalističkih društvenih odnosa.
b)	u gradu Lyonu radnici su 1831. prvi put, na kratko vrijeme, preuzeli vlast
c)	čartizam – masovni revolucionarni pokret radnika nezadovoljnih položajem 30-tih i 40-tih godina 19. stoljeća u Engleskoj. Kada poslije liberalne reforme parlamenta 1832. nije uvedeno izborno pravo radnicima, osnovana je Londonska udruga radnika pod vodstvom Williama Lovettta, koja je pokrenula borbu za daljnju demokratizaciju izbornog prava. Program pokreta formuliran je u dokumentu nazvanom People´s charter – otud i ime pokreta. Osnovni oblik djelovanja bilo je prikupljanje potpisa na peticijama kojima su se čartisti obraćali Parlamentu. Parlament ih je odbijao tako da su ustanci bili česti. Dva puta je bio proglašen «sveti mjesec» - generalni štrajk. 1848. masovni pokret je bio razbijen i nikada se nije obnovio.
U prvom razdoblju radničkih pokreta javljaju se razni socijal-utopisti: 
-	Claude Henri de Saint-Simon (fran. plemić, tvorac ideje socijalizma)
-	Charles Fourier (zalaže se za društveno uređenje bez države)
-	Robert Owen (slijede ga čartisti)
Tijekom 19. stoljeća dolazi do suradnje među organizacijama koje su se borile za prava radništva u mnogim zemljama. Jedna od takvih udruga bio je Savez komunista, prva proleterska organizacija rukovođena potrebama i interesima radnika, osnovana u Londonu 1848., za koji su Karl Marx i Friedrich Engels 1848. napisali Komunistički manifest, u kojem su izneseni temelji marksizma – proletarijat je trebao srušiti vlast buržoazije i dovesti do stvaranja besklasnog društva – komunizma. Završna rečenica Manifesta «Proleteri svih zemalja, ujedinite se!» postala je borbena parola radnika. S time polako završava neorganizirana i povremena borba za bolji položaj radnika. 

### Drugo razdoblje radničkih pokreta
Osnivanjem Prve internacionale – međunarodne udruge radnika 1864. započinje drugo razdoblje radničkih pokreta. Radnička klasa se više ne organizira samo unutar pojedinih zemalja, već i na međunarodnim relacijama. 
1871. u Pariz|Parizu, nakon što je vlada sklopila primirje s Nijemcima pod sramotnim uvjetima i naredila raspuštanje Nacionalne garde, započinju skukobi; vlada je pobjegla u Versailles, a vlast preuzima radnička klasa. Vlast radnika je trajala 72 dana, a poznata je pod nazivom Pariška komuna. Francuska je tako bila prva radnička država. Vladina oporavljena vojska ugušila je Parišku komunu ubivši 30.000 Parižana u događaju poznatijem kao «krvava nedjelja».
Pritiskak europske buržoazije, a i zadatak stvaranja socijalističkih radničkih partija, dovode do prestanka rada Prve internacionale 1876.
Tijekom 19. stoljeća situacija se u nekim zemljama poboljšavala. Radnici su dobivali pravo udruživanja u sindikate. 1868. osnovana je Udruga radničkih sindikata – Trade Union Congress u Velikoj Britaniji, koja postoji i danas. Sindikati su organizirali štrajkove. «Poznati» štrajk je štrajk u Chicagu. Dana 1. svibnja 1886. je 40 000 radnika stupilo u štrajk, zahtijevajući osmosatno radno vrijeme. Tijekom demonstracija dolazi do sukoba s policijom u kojem su stradali mnogi radnici. Druga internacionala, osnovana 1889. (na stotu godišnjicu Francuske revolucije) te je iste godine proglasila 1. svibanj međunarodnim praznikom rada. Tijekom sljedećih nekoliko godina na taj su se dan organizirale masovne radničke demonstracije u spomen na čikaško krvoproliće.     
Krajem 19. stoljeća u Europi se osnivaju socijalističke stranke. Prva je osnovana u Njemačkoj 1869. Njezini vođe bili su August Bebel i Karl Liebknecht. Jedna od «prvakinja» socijalističkog pokreta u Njemačkoj bila je i Rosa Luxemburg. 1879. je osnovana prva socijalistička stranka u Francuskoj, a 1900. je u Velikoj Britaniji osnovana Stranka rada – Labour Party. Druga internacionala, osnovana 1889, više nije, kao prva, bila udruga pojedinaca – sada je to udruga socijalističkih stranaka. 

## Radnici u 20. stoljeću
Socijalističke stranke imaju sve veći utjecaj na politiku, sudjeluju u parlamentarnim izborima i imaju mogućnost dolaska na vlast demokratskim metodama; započinje razdoblje rasprava i sukoba oko ciljeva i taktike djelovanja,pa nastaju 2 pravca: revizionizam i reformizam. 1889. objavljen je rad njemačkog socijalista Eduarda Bernsteina Pretpostavke socijalizma i zadaće socijaldemokracije, u kojem je naglašena potreba revizije marksizma, te prilagođavanje programa i taktike djelovanja novim uvjetima. Prema Bernsteinovoj teoriji, zvanoj revizionizam, socijalizam je prestao biti cilj do kojeg se dolazi putem revolucije, a postao je pokret koji ima za cilj reformiranje kapitalizma. Reformisti su zagovarali ideje slične revizionističkim, jedino što nisu odustali od krajnjeg cilja, stvaranja novog poretka. Odbacivali su revoluciju, a priklanjali se evoluciji i postupnim reformama. Glavni predstavnik reformizma u Njemačkoj bio je Karl Kautsky. 
Reformisti i revizionisti našli su se u sukobu s ortodoksnim predstavnicima revolucionarnog marksizma. Početkom 20. stoljeća u većini socijalističkih stranaka počinju dominirati protivnici revolucionarnih metoda. Slabila je međunarodna suradnja – u trenutku izbijanja Prvoga svjetskog rata većina socijalista podržala je nacionalne interese svojih zemalja i sudjelovanje u ratu. Mnogi staju i na stranu buržoazije. U takvoj situaciji Lenjin i partija boljševika zastupajući interese radnika predvode Oktobarsku socijalističku revoluciju, čiji je krajnji cilj diktatura prolektarijata. Nakon Oktobarske revolucije bivše Rusko carstvo (od 1922. SSSR) postalo je prva socijalistička, kasnije komunistička država u svijetu. 1919. je u Moskvi osnovana Treća internacionala (Komunistička internacionala ili Komiterna) u koju ulazi lijevo krilo Druge internacionale. Komiterni je cilj bio poticanje svjetske revolucije, a raspuštena je 1943. Zbog takvih nastojanja mnoge su svjetske države izolirale SSSR. 
Vrijeme između 2 svjetska rata obilježila je velika svjetska kriza koja se isprva javila u SAD-u, a zatim proširila svijetom. U njoj su se radnici našli u teškom položaju. Posljedica izlaska iz krize bilo je i uvođenje socijalnog osiguranja. 
Širenjem fašizma i nacizma radničke stranke su zabranjivane, a oslonac je bio na krupnoj buržoaziji i bogatim slojevima, iako ostaje činjenica da su i Hitler i Mussolini sredili stanje u državi prije Drugog svjetskog rata. Na suprotnoj (lijevoj) strani nastaju negativni totalitarni režimi koji se oslanaju na siromašnije slojeve i radnike – Sovjetski savez u vrijeme Staljinove vladavine ili Maova Kina.
Nakon Drugoga svjetskog rata u mnogim je zemljama radnička klasa došla na vlast, a Marxova ideologija o besklasnom društvu je napuštena.